# UTC+1
UTC+1 или +1 час прибавени към Координираното универсално време (UTC) съответства на следните часови зони и се използва в следните страни:

## Стандартно време (зимен сезон)
- Цетралноевропейско стандартно време (CET):

Австрия, Албания, Андора, Белгия, Босна и Херцеговина, Ватикан, Германия, Дания, Испания, Италия, Лихтенщайн, Люксембург, Северна Македония, Малта, Монако, Норвегия, Полша, Сан Марино, Сърбия, Словакия, Словения, Унгария, Франция, Холандия, Хърватска, Черна гора, Чехия, Швейцария, Швеция

## Лятно часово време (летен сезон)
- Западноевропейско лятно часово време (WEST):

Обединено кралство, Португалия, Ирландия

## През цялата година (без промяна)
- Западноафриканско стандартно време (WAT):

Ангола, Бенин, Западната част на Демократична република Конго, Екваториална Гвинея, Габон, Република Конго, Нигер, Нигерия, Камерун, Централно-Африканска Република, Чад
- Цетралноевропейско стандартно време (CET):

Алжир, Мароко, Тунис